# Casa Lleó Morera

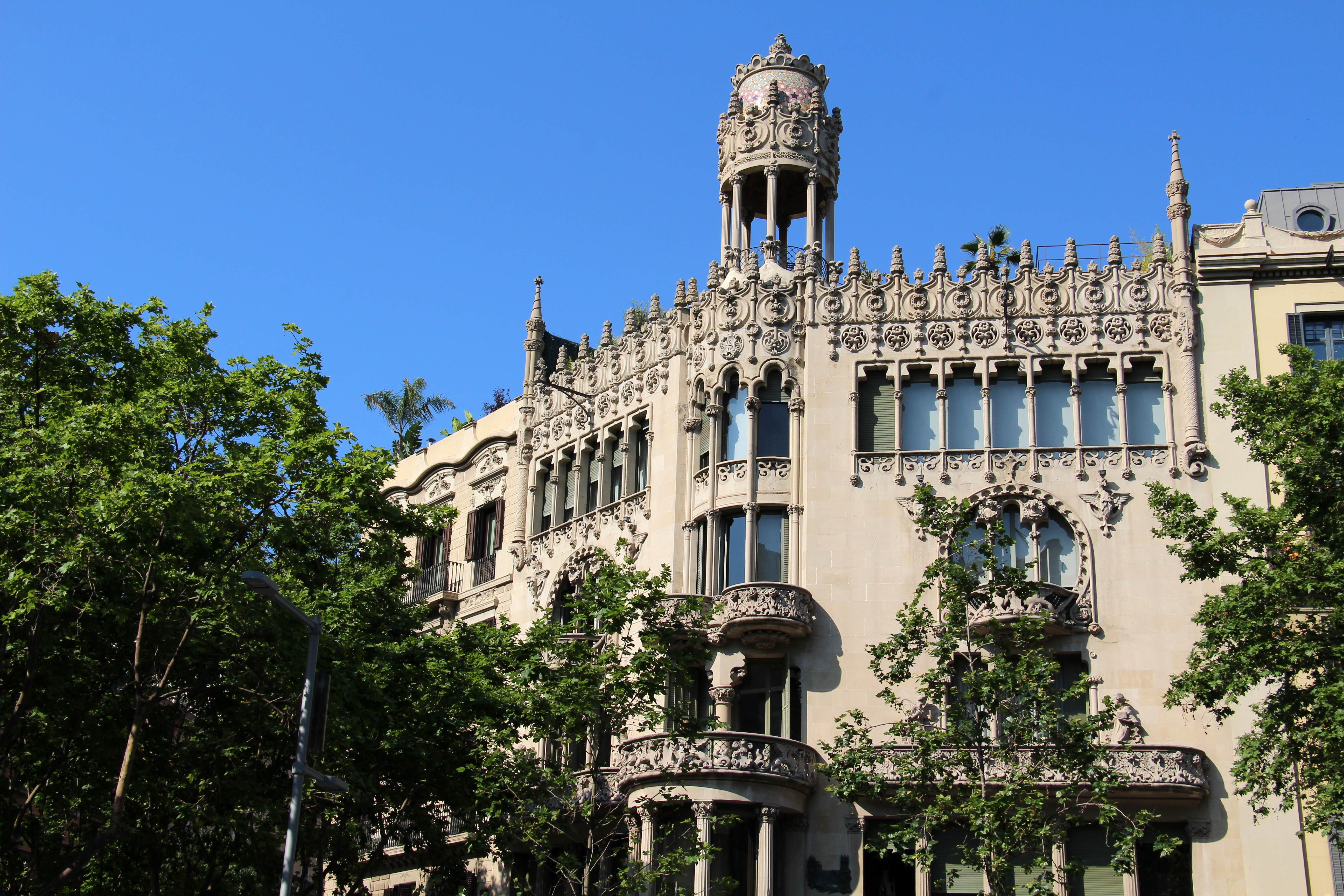
Casa Lleó Morera

Casa Lleó Morera is een modernistisch gebouw in Barcelona, ontworpen door Lluis Domènech i Montaner. Samen met Casa Batlló en Casa Amatller vormt het het huizenblok Manzana de la Discordia in de Passeig de Gràcia. De architect verbouwde tussen 1902 en 1906 een huis gebouwd in 1864. Voor de façade maakte beeldhouwer Eusebi Arnau verschillende werken en het gebouw is bekroond met een tempelvormig torentje (tempietto). Het modernistische interieur met glasramen, mozaïeken, keramiek en sgraffito en het gebruik van materialen als hout en marmer is goed bewaard.